# Epitolina magnifica
Epitolina magnifica är en fjärilsart som beskrevs av Jackson 1964. Epitolina magnifica ingår i släktet Epitolina och familjen juvelvingar. Inga underarter finns listade i Catalogue of Life.